# Banca di Cavola e Sassuolo Credito Cooperativo
La Banca di Cavola e Sassuolo Credito Cooperativo S.C. è stata una banca di credito cooperativo italiana.
Aveva sede a Cavola di Toano (RE) in via Verdi 1 e possedeva agenzie e filiali a Sassuolo, Villa Minozzo, Castelnovo ne' Monti, Castellarano, Frassinoro, Formigine, Reggio Emilia, Toano, Montecavolo, Canossa, Montecchio Emilia, Rubiera, Modena, Cavriago.

## Storia
La banca era nata il 14 dicembre 1982 con la firma dell'atto costitutivo come Cassa rurale ed artigiana di Cavola di Toano, e la sua sede è stata inaugurata il 24 novembre 1984.
Il 19 marzo 1995 era diventata Banca di Credito Cooperativo di Cavola di Toano, mentre il 3 dicembre dello stesso anno era diventata Banca di Cavola e Sassuolo Credito Cooperativo.
A maggio 2002 era stata inaugurata a Cavola di Toano la nuova sede della banca ed a giugno 2011 il CavolaForum.
Il 25 settembre 2013 si è fusa con la "Banca Reggiana - Credito Cooperativo
S.C." dando vita al Banco Emiliano - Credito Cooperativo.